# Убить дракона
«Уби́ть драко́на» — кинофильм-притча режиссёра Марка Захарова, его последняя режиссёрская киноработа. Фильм снят по мотивам пьесы Евгения Шварца «Дракон». Совместная работа студии «Мосфильм» и западногерманских студий Bavaria Film и «ZDF Stuttgart» (ЦДФ Штутгарт).

## Сюжет
Некий странник, блуждая по полям, подвергается нападению неизвестного ему летающего существа, которое стреляет в него огнём. Странник спасается, нырнув в водоём, где его замечают трое рыбаков. Они рассказывают ему, что это существо — дракон, правитель их страны, которого, невзирая на всю его жестокость, все люди восхваляют, и каждый человек, по словам дракона, обязан его знать. Странник говорит рыбакам, что на их месте убил бы его, и уходит, как вдруг рыбаки ранят его в ногу и в сетях доставляют в нечто вроде приёмного пункта, являющегося конвейером, на котором перемещаются такие же, как и странник, люди в сетях, повисшие вниз головой. Похитив у охранника нож, странник совершает побег, бросившись в реку. Он видит молодого рыбака, который целится в него из ружья. Тем не менее, рыбак отказывается стрелять, называя имя странника — Ланцелот.
Ланцелот попадает в дом архивариуса Шарлеманя, чья единственная дочь Эльза только что стала избранницей дракона: согласно традиции, живущий вот уже четыреста лет дракон раз в год выбирает себе в качестве своей избранницы девушку, которая живёт у него до тех пор, пока он не выберет другую. По замечанию архивариуса, люди давно к этому привыкли, равно как и к другим злодействам дракона. В качестве положительной стороны правления дракона Шарлемань называет то, что тот избавил жителей страны от цыган. Ланцелот поражается их терпеливости и не понимает, почему люди ничего не сделали, чтобы избавиться от своего правителя. В ответ Шарлемань сообщает, что в этом случае может нагрянуть другой дракон, избавиться от которого можно только имея своего собственного. Ланцелот собирается уходить, как вдруг Эльза догадывается, что он рыцарь. И действительно, оказывается, что Ланцелот — потомок по материнской линии знаменитого рыцаря. Когда он узнал об этом, то отправился в долгие странствия искать приключения. Между рыцарем и девушкой возникает симпатия.
Тут раздаётся грохот и шум: дом старого архивариуса решил навестить сам дракон, который, вопреки ожиданиям Ланцелота, вместо трёхголового чудовища предстаёт перед хозяевами дома в виде обычного человека в военной шинели, каске и с ужасающе изуродованным лицом. Ланцелот представляется перед правителем страны как обычный прохожий. Эльза, играя на флейте, демонстрирует свою покорность перед драконом, которому мешает пришедший незнакомец, в результате чего он требует, чтобы тот ушёл. Решив спасти девушку и остальных людей, Ланцелот представляется дракону уже как рыцарь и вызывает его на бой. Услышав это, дракон демонстрирует перед ним свою мощь, меняя одну голову за другой, которые представляют собой совершенно разных индивидов. Дракон уже готов нанести Ланцелоту смертельный удар, но его останавливает архивариус, предъявляя ему подписанный драконом документ о том, что правитель страны не имеет права убивать соперника до поединка. Дракон съедает этот документ. Шарлемань, хоть и неловко, но пытается протестовать, но в ответ на его попытки дракон собирается уничтожить дом. Между тем наблюдавший всё это молодой рыбак грозится дракону рассказать всем об этом и, обозвав его «старым ящером», убегает из дома. Теперь дракон вынужден принять вызов Ланцелота, выполнив перед ним все обязательства, а именно обеспечить безопасность соперника и снабдить оружием. Встретиться в поединке враги договариваются в понедельник.
Дракон явно боится поединка с Ланцелотом и желает избавиться от него, в связи с чем на следующий день его «правая рука» — пожилой бургомистр вольного города, избирающийся 17 раз подряд и притворяющийся душевнобольным, пытается уговорить Ланцелота при помощи давления со стороны «лучших людей города» покинуть страну, но безуспешно. После этого сын бургомистра Генрих, который давно влюблён в Эльзу, передаёт девушке приказ дракона убить Ланцелота при помощи ножа, спрятанного во флейте. В случае отказа ей и её семье грозит расправа, но если Эльза выполнит приказ, то она получит свободу. После недолгих убеждений девушка соглашается сделать это, однако понимает, что убить человека ей не по силам.
В качестве оружия — щита и меча — бургомистр и Генрих предоставляют Ланцелоту тарелку с кухонным ножом, чем вызывают недовольство у дракона. Правитель страны встречается с Ланцелотом и объясняет ему, что не стоит идти на смерть ради свободы тех людей, которым свобода не нужна и которые всем довольны. Он доказывает это на примере учёного Фридрихсена, обливая его коньяком и прокалывая ему вилкой гениталии. Всё это происходит на глазах у маленького сына Фридрихсена, которого дракон приказывает убить, опасаясь впоследствии мести. Жену Фридрихсена Дракон награждает орденом, и та уже не переживает по поводу смерти сына. После этого дракон предлагает Ланцелоту попрощаться с Эльзой и уходит. Потрясённый произошедшим, Ланцелот уже готов отказаться от поединка и бежит в подвал, где находит великолепные произведения искусства. Впечатлившись, Ланцелот передумывает и идёт прощаться с Эльзой. Рыцарь признаётся ей в любви и отговаривает её совершать убийство. Эльза отвечает Ланцелоту взаимностью, целует его, затем бросает флейту и заявляет «звероящеру», что больше его не боится. За провал операции дракон наказывает Генриха побоями и нападает на Ланцелота, приняв своё подлинное обличие.
Спасаясь бегством, Ланцелот встречает молодого рыбака, который ведёт его к оружейникам и воздухоплавателю, настроенным против дракона. Они снабжают рыцаря мечом, шапкой-невидимкой и воздушным шаром. Весь город наблюдает за смертельной схваткой. Ланцелот лишает дракона одной головы, о чём в городе проносится слух. Бургомистр заботится о том, чтобы подобные слухи не распространялись, и приказывает заколотить «лишние» окна в каждом доме. В конце концов Ланцелот побеждает, но сам оказывается тяжело ранен. Приземлившись на болоте, он теряет сознание. После гибели дракона в городе воцарился хаос: люди, почувствовав себя свободными, начинают заниматься вандализмом, грабежами, преступлениями на сексуальной почве. Один из горожан убивает полицейского. Бургомистр уничтожает компрометирующие документы и, пользуясь тем, что истинный победитель не найден, присваивает победу над драконом себе и становится правителем страны. При нём принимаются меры по внешней демократизации режима, но продолжаются репрессии, и множество несогласных, в частности оружейники, попадают в тюрьму, которой запугиваются жители страны.
Проходит год. Ланцелот живёт в пещере в надежде на то, что люди теперь получили свободу и счастье. Его навещает молодой рыбак и рассказывает о последних событиях в городе. Рыцарь разочаровывается в себе и отказывается от своего имени, предлагая выпить в память о Ланцелоте. Тем не менее рыбак с упрёком отказывается и уходит. Ланцелот едет за ним в город, где освобождает своих сподвижников и врывается к бургомистру, который собрался жениться на Эльзе. Люди с подачи бургомистра воспринимают Ланцелота как своего нового верховного повелителя. Рыцарь в гневе называет их всех рабами и объясняет, что настало время каждому убить дракона в самом себе. Он говорит, что заставит всех сделать это, но не замечает, что, применяя такие методы, он сам становится похож на дракона. После этого Ланцелот требует от Эльзы выйти за него замуж, чем сильно оскорбляет тут же разлюбившую его девушку. Бургомистр уверяет, что жители обязательно полюбят Ланцелота, а Шарлемань говорит, что «зима будет долгой».
Рыцарь покидает город. Идя по заснеженному полю, он замечает ораву детей, с которыми играет добряк с бородой, запуская в небо змея в виде дракона. Подойдя к нему поближе, Ланцелот узнаёт своего врага, а тот предлагает ему снова начать поединок, но лучше потом, не при детях. Ланцелот отказывается и намерен биться именно сейчас. Дракон, сообщая, что сейчас начнётся «самое интересное», уходит вместе с детьми и Ланцелотом вдаль…

## В ролях
| Актёр                                    | Роль                      |
| ---------------------------------------- | ------------------------- |
| Александр Абдулов                        | Ланцелот                  |
| Олег Янковский                           | Дракон                    |
| Евгений Леонов                           | Бургомистр                |
| Вячеслав Тихонов                         | Шарлемань архивариус      |
| Александра Захарова (поёт Лариса Долина) | Эльза дочь архивариуса    |
| Виктор Раков                             | Генрих сын бургомистра    |
| Александр Збруев                         | Фридрихсен местный учёный |
| Франк Мут                                | молодой рыбак             |
| Анна Фроловцева                          | экономка                  |
| Семён Фарада                             | дирижёр                   |
| Игорь Фокин                              | тюремщик                  |
| Ольга Сошникова                          | жена Фридрихсена          |
| Джамбул Худайбергенов                    | начальник охраны          |
| Вячеслав Полунин                         | воздухоплаватель          |
| Александр Филиппенко                     | кузнец-оружейник          |
| Василий Петренко                         | кузнец                    |
| Иван Агапов                              | кузнец                    |
| Ольга Волкова                            | жена кузнеца              |
| Андрей Толубеев                          | шляпник                   |
| Римма Латыпова                           | служанка                  |
| Виталий Варганов                         | управляющий               |
| Владимир Ткалич                          | секретарь                 |
| Олег Рудюк                               | новый секретарь           |
| Владимир Нахабцев                        | помощник                  |
| Борис Чунаев                             | рыбак                     |
| Леонид Громов                            | рыбак                     |
| Виктор Кремлев                           | фельдфебель               |
| Вячеслав Войнаровский                    | гость                     |
| Валентина Беляева                        | эпизод                    |
| Виктор Борисов                           | эпизод                    |

## Съёмочная группа
- Режиссёр-постановщик: Марк Захаров
- Авторы сценария: Григорий Горин, Марк Захаров
- Главный оператор: Владимир Нахабцев
- Главный художник: Олег Шейнцис
- Художники: Саид Меняльщиков, Рольф Цехетбауэр (Германия)
- Композитор: Геннадий Гладков
- Режиссёр: Александр Хайт
- Звукооператор: Евгений Фёдоров
- Запись музыки: Владимир Виноградов
- Стихи: Юлий Ким

## Различия пьесы и фильма
Экранизация Марка Захарова довольно близка к пьесе по сюжету и по смыслу. Очень сильно отличаются текст (практически все реплики написаны заново), некоторые детали (в фильме Ланцелот летает на воздушном шаре, а не на ковре-самолёте, как в пьесе), но главным образом — настроение, намного более мрачное и безнадёжное. Также имеются существенные различия во второстепенных персонажах (в пьесе Ланцелоту помогают антропоморфные животные). Крайне выпуклым сделан образ учёного Фридрихсена.
В концовке фильма финальные реплики Ланцелота по смыслу совершенно расходятся с концовкой пьесы. В финале пьесы появляются друзья Ланцелота, и они вместе собираются кропотливо уничтожать Дракона в душе каждого горожанина:

Работа предстоит мелкая. Хуже вышивания. В каждом из них придётся убить дракона.

В фильме Ланцелот произносит пламенную обличающую речь, из которой понятно, что убить Дракона в душе жителям нужно самостоятельно:

Ну поймите же, он здесь (показывает на голову); я сейчас заставлю каждого это понять и убить дракона… в себе! Вы понимаете?! В себе!

Вместе с тем Эльза — главная героиня, которую сначала хотели выдать за Дракона, а потом за Бургомистра — в фильме, в конце концов, отказывает Ланцелоту.

## Восприятие
В фильме, снятом в жанре философской сказки, мир Дракона предстает, по задумке режиссёра, пародией на СССР, а в декорациях, стилизованных под Средневековье, прослеживаются элементы из советской повседневности. В фильме присутствуют намёки на советских лидеров, дети напоминают пионеров, а встречи правителей города проходят как партийные собрания. Представители интеллигенции (в первую очередь архивариус) демонстрируют согласие с идеями Дракона, отсылая зрителей к сервильным практикам советских интеллектуалов. Этические дилеммы архивариуса Шарлеманя демонстрируют то, что испытывали представители советской интеллигенции, вынужденные публично соглашаться с диктатом власти. Период застоя определяется как закономерное наследие массового насилия, неудачных попыток реформ, деморализации, разочарования, усталости, которые прикрывались высокими словами. «Убить дракона» в целом несет пессимистический настрой, главной мыслью которого является доказательство того, что чуда не будет, а перспективы появления свободного человека, после победы над Драконом, показаны как весьма туманные.

## Премии и призы
- 1989 — кинофестиваль «Созвездие», приз «За выдающийся вклад в профессию» (Олег Янковский).
- 1990 — кинопремия «Ника» за лучшую работу художника по костюмам (Наталья Монева).
- 1990 — кинопремия «Ника» за музыку к фильму (Геннадий Гладков).